# Sodina

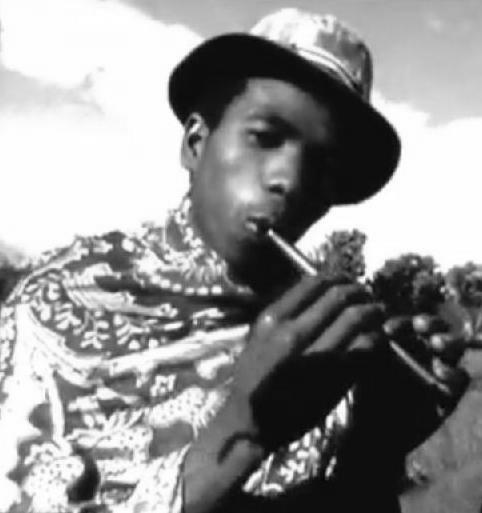
Sodina, una flauta tradicional que se toca en Madagascar. Lemurbaby (charla) 19:32, 21 de noviembre de 2010 (UTC)

La sodina es un instrumento musical en forma de flauta boca extrema derecha originario de Madagascar. La investigación etnomusicológica y lingüística muestra que el soly es de origen austronesio 1,2,3,4,5,6. Su contraparte indonesia contemporánea es la flauta Suling.

## Estructura
De longitud variable (18 a 50 cm), está perforado con 6 agujeros equidistantes y puede cubrir hasta dos octavas cromáticas . Por lo general, está hecho de bambú o madera clara como la balsa.

## Compartimiento
Actualmente se toca solo o en pequeño conjunto (con batería ), se cree que en el pasado tuvo un papel litúrgico [ref. necesario] . Hoy en día, se usa principalmente para tocar música folk en el escenario. La sodina es, con los tambores ( amponga ) el instrumento básico de hira gasy ( vako-drazana ).
RAKOTO frah es uno que ha dado su pedigrí a sodina en el internationallement difusión a través de numerosas visitas, a menudo con el jugador Valiha Randafison Sylvestre .
La sucesión ahora es proporcionada por jóvenes músicos malgaches que han tenido la oportunidad de entrenar con el maestro y cuyas figuras más famosas son:
- El RAKOTO frah Zanany o RAKOTO frah junior  : grupo de cantantes y flautistas compuestos por niños RAKOTO frah.
- Seta Ramaroson  : también saxofonista de jazz.
- Nicolas Vatomanga  : también saxofonista de jazz.

## Discografía sobre Soly
Rakoto Frah
- 1988  : Maestro de flauta de Madagascar ( Globestyle )
- 1988  : Aliento de vida ( Musikela )
- 1989  : El arte de Rakoto Frah y Randafison Sylvester (Japón, JVC )

Seta Ramaroson
- 2004  : Presentación de Vakoka: The Malgasy All Stars - World Music Network

Rakoto Frah y Nicolas Vatomanga
- 2000  : Canciones y bailes en Imerina ( Arion )
- 2001  : país de Madagascar Merina ( Arion )